# Cossypha anomala
La cosifa anómala (Cossypha anomala) es una especie de ave paseriforme de la familia Muscicapidae endémica de los montes del sureste de África.  

## Distribución
Se encuentra únicamente en los macizos del monte Mulanje, en el sur de Malaui, y del monte Namuli, en el norte de Mozambique. Su hábitat son los bosques húmedos tropicales de montaña.